# Ragazza che dorme
Ragazza che dorme è un film del 1941 diretto da Andrea Forzano

## Trama
In un paese, gira la voce che un tesoro sia nascosto nei dintorni. Per finanziare le ricerche, un fattore vende una Madonna del trecento lasciando il quadro ad un maestro restauratore.
La figlia del fattore che sentiva per l'immagine sacra una particolare venerazione si reca nella bottega del restauratore, per rivedere il dipinto della Madonna e si addormenta davanti al quadro.
Durante il sonno della ragazza, il restauratore si mette a dipingere il suo ritratto, che intitolerà "Ragazza che dorme".
Alla fine ragazza e pittore si sposeranno e potranno tenere il quadro con sé.

## Produzione
Il film fu girato nei stabilimenti Pisorno a Tirrenia, nel 1941 e presentato nello stesso anno alla Mostra del Cinema di Venezia.

## Manifesti e locandine
I manifesti del film per l'Italia, furono affidati al pittore cartellonista Sergio Gargiulo.